# Reverberación
La reverberación es un fenómeno sonoro producido por la reflexión, que consiste en una ligera permanencia del sonido una vez que la fuente original ha dejado de emitirlo.
Cuando recibimos un sonido nos llega desde su emisor a través de dos vías: el sonido directo y el sonido que se ha reflejado en algún obstáculo, como las paredes del recinto. Cuando el sonido reflejado es inteligible por el ser humano como un segundo sonido se denomina eco, pero cuando debido a la forma de la reflexión o al fenómeno de persistencia acústica es percibido como una adición que modifica el sonido original se denomina reverberación.
La reverberación, al modificar los sonidos originales, es un parámetro que cuantifica notablemente la acústica de un recinto. Para valorar su intervención en la acústica de una sala se utiliza el «tiempo de reverberación». El efecto de la reverberación es más notable en salas grandes y poco absorbentes y menos notable en salas pequeñas y muy absorbentes.

## Descripción teórica
Reverberación es el fenómeno acústico de reflexión que se produce en un recinto cuando un frente de onda o campo directo incide contra las paredes, suelo y techo del mismo. El conjunto de dichas reflexiones constituye lo que se denomina campo reverberante. El parámetro que permite cuantificar el grado de reverberación de una sala es el llamado tiempo de Reverberación (TR), siendo el periodo de tiempo en segundos que transcurre desde que se desactiva la fuente excitadora del campo directo hasta que el nivel de presión sonora ha descendido 60 dB respecto de su valor inicial. La determinación teórica del TR permite relacionar dicho indicador con los parámetros dimensronales y de absorción de cualquier recinto. La expresión más conocida y utilizada es la fórmula de Wallace Clement Sabine.
Además del tiempo total, una reverberación se caracteriza por el tiempo de la primera reflexión, que corresponde a lo que tarda el sonido en llegar al oyente después de reflejarse en la pared más cercana. El tiempo de la primera reflexión caracteriza el tamaño aparente de la sala, desde el punto de vista acústico.
El llamado «color de la reverberación» es un factor importante de la calidad del sonido de una sala. Las diferencias de color o timbre se deben a los distintos factores de absorción de los materiales de recubrimiento de las paredes, techo y suelo, para distintas frecuencias. Las reverberaciones «claras» o «brillantes» se producen en salas recubiertas de materiales que reflejan mejor la región aguda del espectro de frecuencias. Si el sonido reflejado por estas superficies es rico en sonidos de la parte baja del espectro, la reverberación es «opaca» u «oscura». En ambos casos, si el efecto es muy pronunciado, la inteligibilidad de la palabra hablada se ve perjudicada, pues la comprensión del habla depende de las frecuencias medias. El único tipo de sala que no altera el espectro de los sonidos que se escuchan en su interior es la sala anecoica, que no presenta ningún tipo de reverberación porque todas las superficies que la delimitan son completamente absorbentes.

## Tiempo de reverberación
El tiempo de reverberación (TR) es un parámetro que se utiliza para cuantificar la reverberación de un determinado recinto. Se define como el tiempo que transcurre —hasta que decae a una determinada intensidad — las reflexiones de un sonido directo.
Habitualmente, para medir el valor se considera que las reflexiones finalizan cuando la intensidad con la que se perciben es una millonésima de su valor original, lo que equivale a 60 dB. La medición se realiza emitiendo un ruido corto y seco en el recinto y registrando cómo evoluciona la intensidad con la que se percibe.

### Estimación del tiempo de reverberación
Se han desarrollado diversas herramientas matemáticas para estimar el tiempo de reverberación que tendría una sala concreta. Una de las más utilizadas y más simples es la fórmula de Sabine. El físico Wallace Clement Sabine la desarrolló para calcular el tiempo de reverberación de un recinto en el que el material absorbente está distribuido de forma uniforme. La fórmula relaciona este tiempo con el volumen de la sala (V), la superficie del recinto (A) y la absorción del sonido total(a):
{\displaystyle TR={\frac {0,161V}{Aa}}}
La fórmula de Sabine se puede mejorar si se introduce un factor de absorción (x) del aire según la temperatura y la humedad. Este factor que tiene gran importancia si se trata de grandes recintos.
{\displaystyle TR={\frac {0,161V}{Aa+Vx}}}
La fórmula de Sabine se suele utilizar solo a modo de estimación. Otras de las fórmulas empleadas para calcular este valor son la fórmula de Eyring y la fórmula de Millington.

### El tiempo ideal de reverberación
La reverberación en una sala modifica de forma importante sus cualidades acústicas. Para que la sonoridad sea la adecuada, el tiempo no debe ser alto ni bajo, sino ajustarse al uso que tendrá la sala. Así, salas con tiempos bajos o «secas» pueden ser aptas para teatro o palabra hablada pero poco adecuadas para la audición de música. Al mismo tiempo, diversos géneros de música exigen diferentes tiempos, en general mucho mayores que el considerado óptimo para la palabra. Todo esto hace muy difícil encontrar salas polivalentes, aunque mediante diversas técnicas es posible «afinar» una sala o variar su tiempo de reverberación.
El volumen de una sala determina directamente (junto a otros factores como los materiales de la misma) el tiempo de reverberación. El tiempo óptimo es una función del volumen, y generalmente se prefieren tiempos óptimos mayores cuando las salas son más grandes, y viceversa.
De manera empírica se consideran tiempos óptimos aproximados, para la banda de frecuencia de 500 Hz, en relación con el uso de una sala, los siguientes:
| Uso de la sala           | T60 (s)   |
| ------------------------ | --------- |
| Teatro y palabra hablada | 0.4-1     |
| Música de cámara         | 1-1.4     |
| Música orquestal         | 1.5       |
| Ópera                    | 1.6-1.8   |
| Música coral y sacra     | hasta 2.3 |

En particular, la música sacra requiere valores más altos porque generalmente está asociada a recintos como las catedrales, que suelen ser muy reverberantes.

## Medición
Aunque el empleo de una sala anecoica es la única forma de percibir un cierto material sonoro reproducido dentro de ella sin ninguna coloración ni reverberación añadida, no son adecuadas para la mayoría de las situaciones. Los oradores, cantantes y actores de teatro necesitan una cierta reverberación para escucharse a sí mismos (en ausencia de algún tipo de monitor). El tiempo de la primera reflexión no debe ser excesivo, especialmente en grupos grandes como orquestas o coros, para mantener la sincronía de extremo a extremo del conjunto. Los solistas prefieren tiempos de reverberación largos, pues ello favorece la sensación de que su emisión se hace de forma eficiente y sin esfuerzo, pero si el tipo de música es rápido, el tiempo de reverberación debe ser relativamente corto para evitar la confusión sonora entre notas y acordes sucesivos. Así pues, existe un compromiso entre la versatilidad de una sala, o adecuación a distintos usos, y el tiempo de reverberación que presenta en función de su tamaño, forma y tipo de materiales de recubrimiento.
Las salas «afinables» son aquellas que permiten modificar el tiempo de reverberación. Las técnicas para conseguir que una sala se pueda afinar consisten en el uso de «nubes» o paneles colgantes que puedan orientarse en distintas posiciones, cortinas absorbentes que se puedan recoger y dejar al descubierto una pared reflectante situada detrás, y paneles con un recubrimiento distinto en cada cara, absorbente y reflectante, se les puede dar la vuelta para mostrar una sola de las caras.
Es probable que la sensación de reverberación en nuestro cerebro esté asociada a la calidez y seguridad que sentía el hombre primitivo hace millones de años atrás, cuando se protegía en las cavernas y convivía diariamente con este fenómeno acústico. (Rene Moris, Instituto AIEP Vina del Mar).

## Tipos de reverberación
- Room: Reverberación que se da cuando la fuente de sonido se encuentra en espacios pequeños, como habitaciones. Lo que escuchamos son las primeras reflexiones.[2]
- Chamber: Este tipo de reverberación se produce en sitios más pequeños que en una habitación. Su tiempo oscila entre 0,4 y 1,2 s.[3]
- Hall: Lo contrario al tipo “Room”, hace referencia al tipo de reverberación que se da en espacios grandes, como auditorios. Su tiempo de reverberación, por lo tanto, será más largo (1,2 – 1,3s)
- Cathedral: Este tipo de reverberación tiene unos tiempos muy altos por el tamaño del lugar donde se encuentra la fuente de sonido, a la vez que está marcado por un alto valor de difusión (materiales que ocupan un recinto obstaculizando el paso de las reflexiones).
- Plate: Esta reverberación se consigue mediante la vibración que produce una plancha metálica al recibir las reflexiones de la fuente de sonido.[3]
- Shimmer: Esta reverberación es generada mediante procesos digitales. Se agregan reflexiones cuya altura es modificada (estipulado en grados cromáticos) a la reflexión sin modificar, logrando un efecto «angelical».

## Parámetros que gestionan la Reverberación
- Early Reflections o Reflexiones Primarias: Son las primeras reflexiones que llegan a nuestros oídos tras emitirse un sonido en un entorno. Provienen de los obstáculos más cercanos, como las paredes cercanas, el suelo o el techo.
- Reverb time o Decay: Es el tiempo que tarda la reverberación en desaparecer, dicho de otra manera, el tiempo que tarda en perder los 60 dB.
- Size o Tamaño: Hace referencia al tamaño del lugar o entorno a emular. Esto, permite aumentar o disminuir el tamaño del recinto.[2]
- Density o Densidad: La densidad en la reverberación se produce cuando se mezclan varios tipos distintos de reverberación. Cuanto más densa, más completa.
- Difussion: Este parámetro está relacionado con los materiales que forman el recinto en el que se encuentra la fuente sonora, y que, por lo tanto, obstaculizan las reflexiones.[2]
- Pre-delay: Es el tiempo que tarda en aparecer la primera reflexión (medido en milisegundos).